# Rudolph Valentino

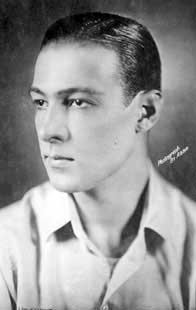
Rudolph Valentino (1919)

Rudolph Valentino (* 6. Mai 1895 in Castellaneta, Italien; † 23. August 1926 in New York City, New York) war ein italienischer Schauspieler. Weltruhm erreichte er 1921 mit dem Film Der Scheich und avancierte zu einem der beliebtesten Schauspieler der Stummfilmzeit. Seinen Ruf festigte Valentino mit Filmen wie Der Adler und Der Sohn des Scheichs, in denen er südländische Liebhaber darstellte. Er starb mit nur 31 Jahren in Folge eines perforierten Magengeschwürs. Sein Tod und die Beerdigung löste in den USA unter seinen zahlreichen weiblichen Fans regelrechte Massenhysterien aus.

## Leben

### Italien

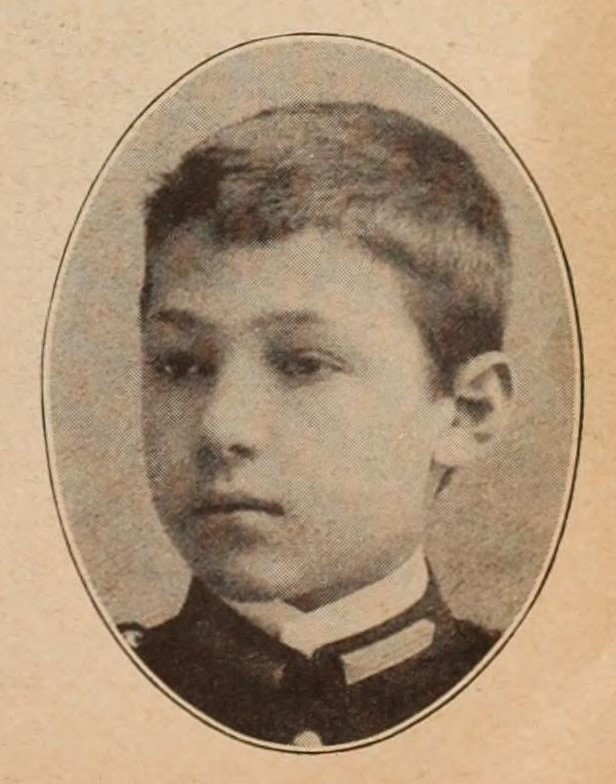
Rudolph Valentino als Kind

Rudolph Valentino wurde am 6. Mai 1895 als Rodolfo Pietro Filiberto Raffaello di Valentina d’Antonguella in Castellaneta als Sohn des Militärtierarztes Giovanni Guglielmi (1853–1906) und dessen Frau Marie Berthe Gabrielle Bardin (* 7. Mai 1856 in Lure, Frankreich; † 18. Januar 1918) geboren. Sein Vater starb an Malaria, als Valentino elf Jahre alt war. Er hatte drei Geschwister, Alberto (1892–1981), Beatrice, die jedoch schon im Kindesalter starb, und Maria.
Valentino wurde in der Schulzeit wegen respektlosen Verhaltens und Schwänzens mehrfach verwiesen und schaffte nur mit Mühe ein Diplom in Landwirtschaft.
Valentino wollte zur Marine gehen, wurde jedoch abgelehnt. Er reiste 1912 nach Paris, verjubelte dort sein ganzes Geld und musste seine Mutter bitten, ihm finanzielle Unterstützung für die Rückreise zu schicken. Seine Onkel befanden, er solle in die Vereinigten Staaten reisen und dort lernen, selbständig zu leben.

### Vereinigte Staaten

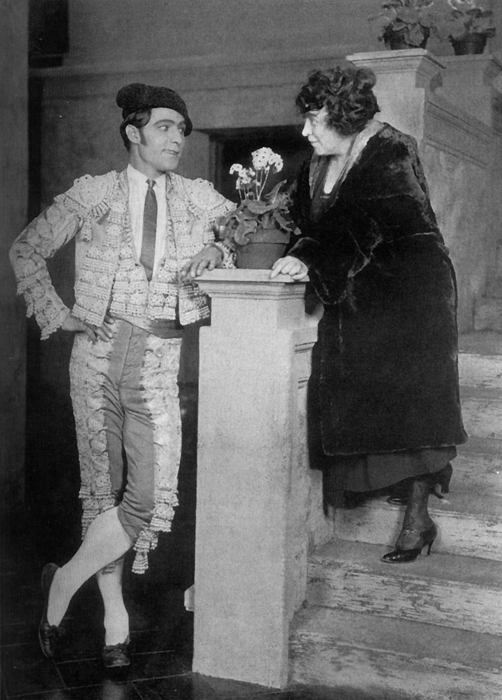
Valentino und June Mathis (1922)

Valentino kam 1913 in die Vereinigten Staaten und arbeitete zunächst als Gärtner, Kellner und Autowäscher. Er trat anschließend als Tänzer in New York auf und lernte die gehobene Gesellschaft kennen. Wegen kleinerer Delikte – Diebstahl und Erpressung – musste Valentino kurzzeitig ins Gefängnis. Um sich von seiner Vergangenheit zu lösen und weil die Amerikaner Probleme gehabt hätten, Guglielmi auszusprechen, änderte er seinen Namen in Rudolph Valentino.
Valentino gab danach ein kurzes Gastspiel bei einer Operettentruppe und zog nach San Francisco. Er drehte hier seine ersten Stummfilme, My Official Wife (1914) und Alimony (1917).
1919 wurde Valentino in dem Film The Eyes of Youth von der Drehbuchautorin June Mathis entdeckt, die den Regisseur Rex Ingram überzeugte, Valentino die männliche Hauptrolle in Die vier Reiter der Apokalypse spielen zu lassen. Der Film wurde ein großer Erfolg und Valentino über Nacht zum Silent Screen Super Star. Neben einer geschäftlichen Beziehung zwischen Valentino und Mathis erwuchs auch eine enge Freundschaft. Valentino sagte über die Produzentin:

“She discovered me, anything I have accomplished I owe to her, to her judgement, to her advice and to her unfailing patience and confidence in me.”

„Sie hat mich entdeckt; alles, was ich erreicht habe, verdanke ich ihr, ihrem Urteil, ihren Ratschlägen und ihrer stetigen Geduld und ihrem Vertrauen zu mir.“

Die guten Beziehungen, die Valentino zu Mathis unterhielt, wurden einige Zeit später allerdings auf eine Probe gestellt, nachdem der Filmstar ein von Mathis vorgelegtes Skript zu dem unverwirklichten Projekt The Hooded Falcon mit Bitte um Nachbesserung an sie zurückgeschickt hatte. Nachdem sich zudem herausgestellt hatte, dass das Projekt wegen der Schwierigkeiten Valentinos mit seiner Frau Natacha Rambova eingestellt werden sollte, brach Mathis vollends den Kontakt zu Valentino ab. Erst kurz vor dem Tode des Filmstars versöhnten sich die beiden wieder. Mathis stellte sogar ihr Grab für Valentino bereit.
Ein weiterer großer Erfolg neben Die vier Reiter der Apokalypse wurde 1921 Der Scheich (Fortsetzung 1926 mit Der Sohn des Scheichs).
1921 spielte er neben dem weiteren großen Erfolg Die vier Reiter der Apokalypse seine berühmteste Rolle des Ahmed Ben Hassan in Der Scheich (The Sheik), für die er 1926 in Der Sohn des Scheichs wiederkehrte.  Kurz vor der Veröffentlichung von The Sheik wurde er als „Latin Lover“ bekannt, ein Titel, der ihn nie mehr losließ, obwohl weder er noch seine Rollenfigur Latino waren.

#### Streik und Tanztour für Mineralava

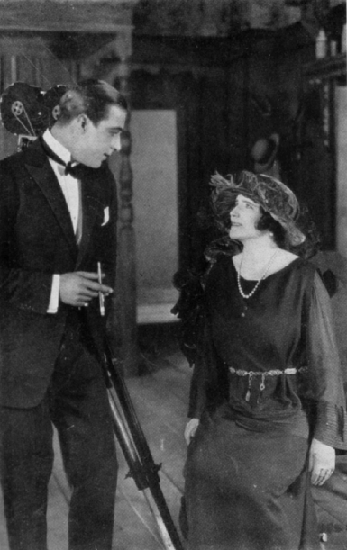
Elinor Glyn und Rudolph Valentino (1922)

1922 begann Valentino mit einem Streik gegen Famous Players Lasky, wo er unter Vertrag stand. Er begründete den Streik mit angeblich zu schlechter Bezahlung und damit, dass er kaum künstlerische Kontrolle über seine Filme habe. Letzteres wurde ihm vor allem von seiner zukünftigen Ehefrau Natacha Rambova eingeredet, die Valentino gerade kennengelernt hatte. Famous Players Lasky ließ sich von Valentino nicht beirren, erhöhte allerdings seine Bezüge von 1250 auf 7000 Dollar pro Woche. Es wurden neue Vertragsbestimmungen ausgehandelt, die unter anderem zum Inhalt hatten, dass Valentino für kein anderes Filmstudio arbeiten dürfe. Valentino, der zu dieser Zeit etwa 80.000 Dollar Schulden hatte, nahm das Angebot an.
Von Famous Players Lasky kamen allerdings keine neuen Filmangebote. Valentino trat über das Jahr 1923 gemeinsam mit Natacha Rambova als Tänzer für die Schönheitsproduktefirma Mineralava in 88 Städten in den Vereinigten Staaten und in Kanada auf und veröffentlichte einen Gedichtband mit dem Namen DayDreams.
Nachdem der Vertrag mit Famous Players Lasky abgelaufen war, wechselte Valentino zu United Artists. Zuvor hatte er erfolglos versucht, mit Natacha Rambova einen Film unabhängig zu produzieren. Das Projekt The Hooded Falcon wurde allerdings infolge der zunehmenden Entfremdung zwischen Rambova und Valentino nie verwirklicht.

#### Privatleben
Je erfolgreicher er auf der Kinoleinwand wurde, desto schlechter lief es privat für Valentino. Seine Ehe mit der lesbischen Schauspielerin Jean Acker 1919 war eine reine PR-Angelegenheit, und noch in der Hochzeitsnacht sperrte Acker ihn aus dem Hotelzimmer aus. Die Ehe wurde 1923 geschieden. Kurz darauf heiratete Valentino Natacha Rambova, die er bei Dreharbeiten zu einem seiner Filme kennengelernt hatte. Da er jedoch nicht das volle Jahr zwischen seiner Scheidung und einer neuen Hochzeit abgewartet hatte – wie es das kalifornische Gesetz vorschrieb –, wurde er für drei Tage wegen Bigamie inhaftiert und musste 10.000 Dollar Strafe zahlen.

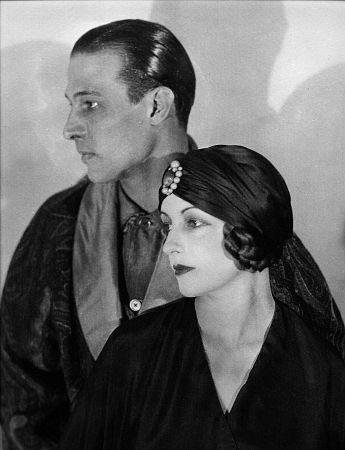
Rudolph Valentino und Natacha Rambova (1924)

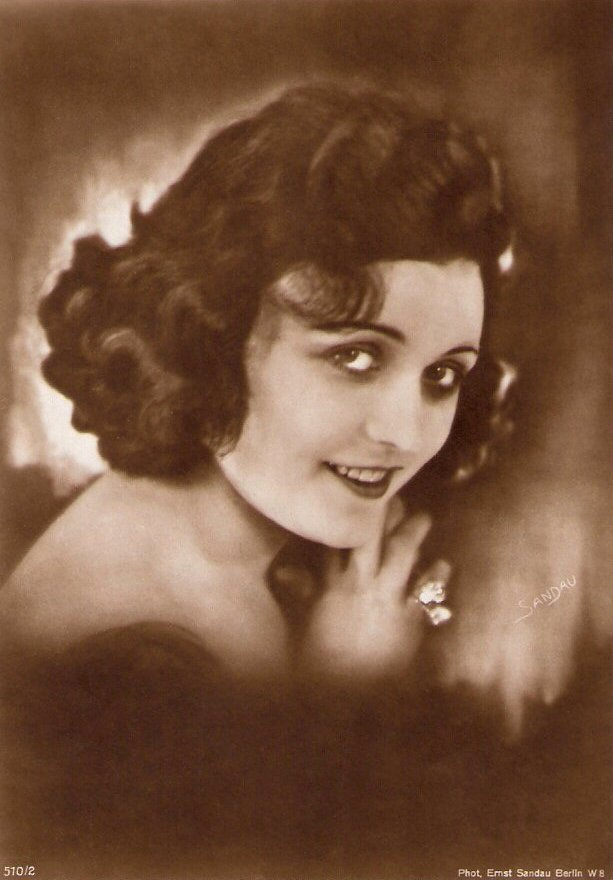
Pola Negri um 1917

Valentinos zweite Ehe war nicht minder unglücklich als seine erste. Natacha Rambova weigerte sich, in sein Haus – Falcon Lair in den Bergen über Los Angeles – zu ziehen. Sie erklärte sogar, Valentino gehe ihr „auf die Nerven“ und sie brauche eine gewisse Zeit ohne ihn (marital vacation). 1924 versuchte Valentino daher, sich mit einem Revolver das Leben zu nehmen. Der spanische Künstler Federico Armando Beltran Masses, der mit Valentino gut befreundet war, konnte den Filmstar jedoch von seinem Vorhaben abbringen. Zudem offenbarte Rambova mehr und mehr ihren herrschsüchtigen Charakter, als sie begann, Valentinos Vertragsbestimmungen auszuhandeln und ihn bei Dreharbeiten zu kontrollieren. 1926 wurde auch Valentinos zweite Ehe geschieden. Kurz darauf begann er eine Affäre mit Pola Negri.
Valentino beherrschte mehrere Sprachen fließend: Englisch, Französisch (Muttersprache seiner Mutter), Italienisch (Muttersprache) und Spanisch. Der deutschen Sprache fühlte er sich zwar in gewisser Weise verbunden, wie die zahlreichen deutschen Bücher seiner später versteigerten Bibliothek in Falcon Lair erklären; sie fließend zu sprechen vermochte er allerdings nicht. Um sich besser in seine Rolle in dem Film Der Adler (1925) hineinversetzen zu können, sprach Valentino während der Filmaufnahmen ausschließlich Italienisch. Er war nicht bereit, sich am Drehort in irgendeiner anderen Sprache zu verständigen, wenngleich dort niemand außer ihm Italienisch verstand.

#### Öffentliche Wahrnehmung
Valentino, auf der Leinwand das optische Gegenstück zu Douglas Fairbanks senior, war wie dieser eines der ersten männlichen Sexsymbole des Films. Vor allem als Great Lover, Latin Lover oder Sheik (Scheich) war er bekannt. Valentino war jedoch immer wieder hauptsächlich männlichen Anfeindungen ausgesetzt, die darin gipfelten, dass er von einem Journalisten des Chicago Tribune als „pinkfarbene Puderquaste“ (orig. pink powder puff) verunglimpft wurde. Valentino forderte den Urheber des Artikels zu einem Boxmatch heraus, das jedoch nie stattfand. Der Vorwurf, den amerikanischen Mann zu verweichlichen und zu verweiblichen (effeminization of the All-American man), wie er vor allem vom Chicago Tribune immer wieder veröffentlicht wurde, nagte an Valentinos Selbstvertrauen. Im Laufe seiner Karriere hatte er deswegen versucht, von den Rollen des attraktiven Liebhabers loszukommen und „seriösere“ Filme zu drehen. Damit war er allerdings nicht sehr erfolgreich, da die United Artists eines ihrer kommerziell erfolgreichsten „Sexsymbole“ nicht aufgeben wollten. Trotz seiner Abneigung gegenüber dem Image des Scheichs erklärte sich Valentino bereit, ab Februar 1926 die Fortsetzung des Films zu drehen – nicht zuletzt auch, um seine horrenden Schulden abzubezahlen (Valentino verdiente mit dem Film 200.000 $ (3.546.000 Euro) und 25 % der Profite). Die Kostüme hatte er während einer Reise nach Frankreich gekauft. Der Film, Valentinos letzter, hatte am 8. Juli 1926 Premiere.

## Tod

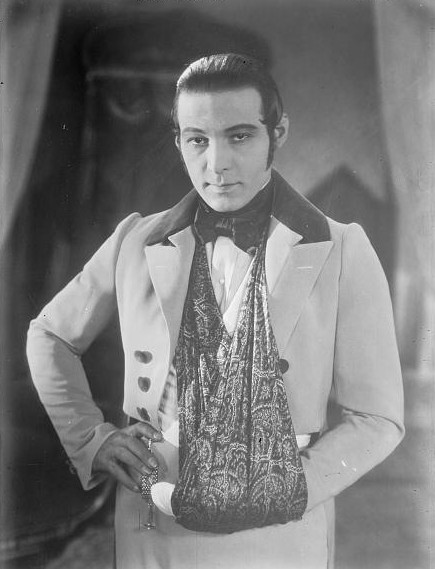
Rudolph Valentino

1926 war ein anstrengendes Jahr für Valentino. Die schwierige Scheidung von Natacha Rambova, die Werbeauftritte zu Der Sohn des Scheichs, die Anfeindungen der Presse, allnächtliche lange Partys und die drückende Hitze setzten seinem Körper mehr und mehr zu. Am 15. August brach Valentino in seinem Hotelzimmer im Ambassador Hotel zusammen. Er wurde sofort ins Krankenhaus, die Stuyvesant Polyclinic, eingeliefert, wo zunächst eine Blinddarmentzündung vermutet wurde. Später stellte sich ein perforiertes Magengeschwür als Ursache heraus. Diese Befundkonstellation – perforiertes Magen- oder Dünndarmgeschwür, das von den klinischen Symptomen her einer akuten Blinddarmentzündung ähnelt – erhielt später in der fachmedizinischen Literatur den Namen Valentino’s syndrome. Genesungswünsche aus aller Welt erreichten den Star. Vor dem Krankenhaus versammelten sich mehr und mehr Fans. Eine Operation sowie massive Morphininfusionen verschlimmerten Valentinos angeschlagenen Gesundheitszustand. Seine letzten Tage verbrachte Valentino in einem komatösen Zustand, abgemagert und vor Schmerzen zuckend.
Am 23. August 1926 um 12.10 Uhr starb der 31-jährige Rudolph Valentino. Wenige Tage danach wurde ein von Vernon Dalhart gesungenes Gedächtnislied There’s a New Star in Heaven To-Night veröffentlicht, von dem es auch in Deutschland eine (instrumentale) Fassung gab. Brunswick brachte eine bereits 1923 gemachte Schallplattenaufnahme von Valentino mit den Liedern Kashmiri Song und José Padillas El relicario (Der Talisman) als Gedenkplatte wieder heraus. Ein Ansager machte vor den Darbietungen auf deren Geschichte aufmerksam.

### Begräbnis
Valentino hatte zum Zeitpunkt seines Todes rund 100.000 Dollar Schulden. Für seine Beerdigung mussten daher zahlreiche Stücke aus seinem Anwesen Falcon Lair sowie das Haus selbst versteigert werden. Das Begräbnis in New York, dem 100.000 Menschen beiwohnten, war eine Inszenierung. Im offenen Sarg lag nicht Valentino, sondern eine Kopie aus Wachs. Pola Negri, die dem Sarg wie eine Witwe folgte, erklärte, sie und Valentino seien im Begriff gewesen, zu heiraten. Bei Drängeleien gab es Dutzende Verletzte, Fensterscheiben wurden eingeworfen. Erst am Abend hatte die Polizei die Situation wieder unter Kontrolle.
June Mathis, die mit Valentino sowohl eine geschäftliche als auch eine persönliche Freundschaft gepflegt hatte, stellte nach dem völlig überraschenden Tod des Schauspielers ihr Grab als Übergangslösung zur Verfügung. Als sie 1927 selbst starb, wurden die sterblichen Überreste Valentinos ein Grab weiter umgebettet und ruhen seitdem neben Mathis auf dem Hollywood Forever Cemetery (Grabstelle Nr. 1205). Valentinos Grab ist mit Abstand das meistbesuchte auf dem Prominentenfriedhof.
Jahrzehntelang beschäftigte eine schwarz gekleidete Gestalt die Klatschpresse, die Valentino an seinem Todestag Blumen brachte. Erst nach fast drei Jahrzehnten stellte sich heraus, dass es ein Werbegag war. Die Dame in Schwarz war eine der Inspirationsquellen für das Lied Long Black Veil.

### Verschwörungstheorien
Valentinos Fans entwickelten nach dem Ableben ihres Idols zahlreiche Verschwörungstheorien, um sich den frühen Tod des Stars zu erklären und auf eine irgendwann stattfindende Wiederkehr hoffen zu können. Es wurde behauptet, dass Valentino seinen Tod nur vorgetäuscht habe, um für eine Weile Abstand von seinem stressigen Berufsalltag zu nehmen. Manche vertraten die Auffassung, er sei von einem eifersüchtigen Ehemann erschossen oder mit Aluminium vergiftet worden.
Valentinos Familie wollte seine Gebeine nicht nach Italien überführen. Nach Einweihung eines Museums für Valentino forderte aber die Stadt Castellaneta, ihren berühmtesten Sohn auf hiesigem Friedhof zu bestatten. 1976 wollte Alberto Guglielmi – Valentinos älterer Bruder – ein für alle Mal Licht in die zahlreichen Verschwörungstheorien um seinen weltberühmten Bruder bringen, starb aber Jahre später, ohne diese Ankündigung umgesetzt zu haben.

## Falschschreibungen
Valentinos Name wurde – vor allem in den früheren Filmen seiner Karriere – öfter falsch geschrieben. Beispiele hierfür sind:
- M. Rodolfo de Valentina
- M. Rodolpho de Valentina
- M. de Valentina
- R. de Valentina
- Rudolpho de Valentina
- Rudolpho de Valentine
- Rudolpho de Valintine
- Rudolph deValentino
- Rodolph Valentine
- Rudolph Valentine
- Rudi Valentino
- Rudolfo Valentino
- Rudolf Valentino
- Rudolph Volantino
- Rodolfo di Valentina
- Rudolpho di Valentina
- Rodolfo di Valentini

## Filmografie

### Spielfilme
- 1914: My Official Wife
- 1916: The Quest of Life
- 1916: The Foolish Virgin
- 1916: Seventeen
- 1917: Alimony
- 1918: A Society Sensation
- 1918: All Night
- 1918: The Married Virgin
- 1919: The Delicious Little Devil
- 1919: The Big Little Person
- 1919: A Rogue’s Romance
- 1919: The Homebreaker
- 1919: Out of Luck
- 1919: Virtuous Sinners
- 1919: The Fog
- 1919: Nobody Home
- 1919: The Eyes of Youth
- 1920: Stolen Moments
- 1920: An Adventuress
- 1920: The Cheater
- 1920: Passion’s Playground
- 1920: Once to Every Woman
- 1920: The Wonderful Chance
- 1921: Die vier Reiter der Apokalypse (The Four Horsemen of the Apocalypse)
- 1921: Siegende Kraft (The Conquering Power)
- 1921: Die Kameliendame (Camille)
- 1921: Der Scheich (The Sheik)
- 1922: Das Piratenschiff (Moran of the Lady Letty)
- 1922: Du sollst nicht begehren deines Nächsten Weib (Beyond the Rocks)
- 1922: Blut und Sand (Blood and Sand)
- 1922: Der junge Maharadscha (The Young Rajah)
- 1924: Monsieur Beaucaire, der königliche Barbier (Monsieur Beaucaire)
- 1924: Die Bluthochzeit der Castros (A Sainted Devil)
- 1925: Cobra
- 1925: Der Adler (The Eagle)
- 1926: Der Sohn des Scheichs (The Son of the Sheik)

### Dokumentarfilme
- 1923: Rudolph Valentino’s 88 American Beauties
- 1923: How You Keep Fit
- 1925: The Sheik’s Physique

### Nicht realisiert
- 1924: The Hooded Falcon

### Filme über Valentino
- 1951: Valentino – Liebling der Frauen (Valentino)

## Diskographie
- 1923: Kashmiri Song
- 1923: El Relicario

## Bibliographie
- Day Dreams. Macfadden Publications, New York NY 1923.

## Biopics
1977 setzte der britische Regisseur Ken Russell dem Filmstar mit seinem Film Valentino ein filmisches Denkmal mit Rudolf Chametowitsch Nurejew in der Rolle des Valentino. Dieses ist freilich nicht das einzige. Ebenso gibt es aus den 1990er Jahren einen Erotikfilm mit dem Titel Valentino – Durch die Betten Hollywoods (Rudy, 1998) von Joe D’Amato, dem das Leben Valentinos zu Grunde liegt. Bei dem Film stehen seine vielen Liebschaften eindeutig im Vordergrund und werden ebenso ein wenig ins Absurde gezogen.
Die US-Serie American Horror Story thematisiert in der fünften Staffel (Hotel) den mysteriösen Tod Valentinos. Dargestellt wird er von Finn Wittrock als Vampir, der seinen Tod vortäuschte, um nach seiner Karriere als Filmstar für immer in Ruhe leben zu können.